# جورج دوسين
جورج دوسين (بالفرنسية: Georges Dossin)‏ هو عالم آثار وآشوريات فرنسي من أبرز علماء الآثار في القرن العشرين، اشتهر بدراساته حول حضارات بلاد ما بين النهرين القديمة، وخاصة الحضارتين الآشورية والبابلية. ساهم مساهمة كبيرة في فك وترجمة النصوص المسمارية وتوثيق تاريخ وثقافة هذه المنطقة من خلال أبحاثه الأكاديمية ومشاركته في التنقيبات الأثرية في العراق وسوريا،
كان لأبحاث جورج دوسين تأثير عميق في مجال علم الآشوريات، حيث ساهم في تطوير فهم العالم الحديث لحضارات بلاد ما بين النهرين. ساعدت أعماله في توثيق التراث الثقافي والتاريخي لهذه الحضارات وأثرت في أجيال من الباحثين.